# 毕奂午
毕奂午（1909年—2000年），笔名毕桓武、毕蔚生，男，直隶（今河北）井陉人，中国诗人，曾任湖北省文学艺术工作者联合会副主席。